# 曹广锋
曹广锋（1981年—），网名“非常阿锋”，河南信阳人，中国大陆独立策划人。

## 生平
1981年，曹广锋出生于河南信阳，大学为计算机教育专业，毕业后在信阳市供电局网络中心任网管。在他看来这份月薪2000元左右的工作收入不算高，虽然非常稳定，却太过枯燥。
2005年，因为是“浪兄”杨军营销的“天仙MM”的粉丝，辞职到北京加入杨军的团队，与杨军、“立二拆四”杨秀宇等人联手成立工作室，将“天仙妹妹”羌族女孩尔玛依娜打造为网络名人。杨军在2006年成立“尔玛依娜基金”，曹广锋和杨秀宇为联合创始人。曹广锋在2013年8月26日接受时代周报记者采访时回忆称“浪兄是我们的师傅，亦师亦友。”期间，曹广锋曾调和杨军与杨秀宇的矛盾，三人共同策划了艾晴晴“别针换别墅”事件。2006年8月24日，杨秀宇注册成立北京尔玛天仙文化传播有限责任公司，曹广锋投资三万元，但没有挂名，也没做股东。
曹广锋后曾担任拉手网顾问，曾与赵歆武一起策划“拉手幸福女孩”活动。

## 备注
1. ↑  . 北京晨报. 2011-08-16  [2023-05-08]. （原始内容存档于2023-05-09） –新浪网.
2. ↑  . 时代周报. 2013-08-29  [2023-05-08]. （原始内容存档于2023-05-09） –网易.
3. ↑  . 立推宝. 2022-10-25  [2023-05-08]. （原始内容存档于2023-05-08）.
4. ↑  杨晓音. . 中国经营报. 2013-08-24  [2023-05-06]. （原始内容存档于2023-05-07） –新浪网.
5. ↑  . 中国经营报. 2013-08-24  [2023-05-08]. （原始内容存档于2023-05-07） –新浪网.
6. ↑  . 凤凰网.   [2023-05-08]. （原始内容存档于2023-05-08） （中文）.